# Теургія
Теургія (дав.-гр. θεουργία, з θεός «бог, божество» + ὄργια «обряд, священнодійство, жертвопринесення»)  — напрямок езотеричного християнства, «магічне мистецтво» досягнення стану  Обоження, здійснюване за допомогою молитов та церемоній, з метою возз'єднання з Богом, теургія є дією людини спільно з Богом, — богодійство, боголюдська творчість.
В античності, в язичницьких культах, теургія була «мистецтвом» впливати на богів, духів, демонів за допомогою певних церемоніалів. Вона зародилась в рамках філософії неоплатонізму, і свого подальшого розвитку набула в працях Ямвліха.
У  середньовіччі, і потім новому часі існувала теорія та практика езотеричної християнської теургії, яка набула найбільшого поширення серед розенкрейцерів , і згодом її остаточно оформив у цілісну систему Мартінес де Паскуаллі, як центральну доктрину свого ордена Вибраних Коенів.
У наші дні деякі Ордени мартиністів активно заохочують своїх адептів до практики езотеричної теургії. 

## Теургія в неоплатонізмі
Теургія означає «божественна праця». Вперше цей термін використали в другій половині століття в неоплатонічній роботі «Халдейські Оракули» (Париж, 1971) : «Оскільки Теурги (theourgoí) не належать до стада, яким керує доля». Джерело західної теургії можна відшукати у філософії пізніх неоплатоників, особливо в Ямвліха. У пізньому неоплатонізмі духовний всесвіт був представлений як послідовні еманації від Єдиного. Від Єдиного був еманований Божественний Розум (Нус), який, у свою чергу, еманував у Світову Душу (Психе). Неоплатоніки наполягали на тому, що Єдине абсолютно трансцендентне, і в еманаціях ніщо з вищого не загубилось, і не перейшло до нижнього, яке залишилось незмінним за допомогою нижчих еманацій.
Попри політеїзм Неплатників, їм був притаманний і монотеїзм.
Для Плотіна і вчителів Ямвліха, Анатоліуса та Порфирія, еманація має такий вигляд:
- — To En (грец. τό ἕν), Єдине: Божество без якостей, іноді зване Благим.
- — Nous (грец. Νοῦς), Розум: Всесвітня свідомість, від якої походить
- — Psychè (грец. Ψυχή), Душа: Включає в себе як індивідуальні душі, так і Світову Душу, яка в підсумку приводить до
- — Physis (грец. Φύσις), Природи.

Плотін наводив свої міркування для тих, хто бажав би практикувати теургію, метою якої було возз'єднання з Божественним (набуття Гнозису). Тому, його школа нагадує школу роздумів чи медитацій. Ямвліх Халкидський (Сирія), учень Порфирія (який сам був учнем Плотіна) викладав переважно ритуалізовані методи теургії, які включали в себе інвокації, і, як релігійні, так і магічні ритуали та церемонії. Ямвліх вважав, що теургія є імітацією богів, і в своїй головній праці, «Про Єгипетські Містерії», він охарактеризував теургічні ритуали як «ритуалізовану космогонію», яка наділяє втілені душі божественною відповідальністю за створення та збереження космосу. У міркуваннях про трансцендентне Ямвліх приходить до висновку, що його не можна осягнути умоглядними побудовами, оскільки трансцендентне є незбагненним. Теургія  — це низка ритуалів та операцій, метою яких є відновлення трансцендентної сутності за допомогою повторного проходження Божественних «сигнатур» крізь шари буття. Освіта, як її представили Аристотель, Платон та Піфагор, а також Халдейські оракули, важлива для розуміння схеми речей. Робота теурга здійснюється за правилом «подібне до подібного»: на матеріальному рівні за допомогою фізичних символів і магії; на вищому рівні  — ментальних та чисто духовних практик і містицизму. Починаючи зі знаходження Божественного в матерії, теург у кінцевому підсумку досягає рівня, де внутрішня божественна частина душі об'єднується з Богом.

## Імператор Юліан і теургія
За імператора Юліана (332 — 363), який був прихильником філософії неоплатонізму, були зроблені спроби замінити розповсюджуване Християнство язичницьким неоплатонізмом. Він написав кілька робіт з філософії та теології, в тому числі й відомий гімн сонцю — Мітрі. У його теології  — Геліос (сонце), Являв собою ідеальний приклад досконалості богів і світла, як символу божественної еманації. Також у своїй теології він дуже шанував матір богів Кібелу. З усіх тодішніх теургічних ритуалів імператор Юліан найбільше пропагував ті, в яких основною частиною священнодіянь було жертвопринесення й молитва. Багато в чому, світогляд імператора Юліана сформувався під впливом ідей Ямвліха. Однак у кінцевому підсумку, після його смерті, за подальшого повсюдного поширення християнства по всій Римської імперії, ці плани зазнали краху.

## Теургія езотеричного християнства
Езотеричне християнство сприймає теургію як традицію, яка з великою користю доповнює його. Головне досягнення езотеричного християнства полягає в осягненні «таїнства» Бога (Див. Разіель), а також сходження до рівня вищої свідомості, тоді як теургія всередині езотеричного християнства використовує ці пізнання для піднесення «духовної природи» теурга. Зазвичай в езотеричному християнстві теургія являє собою практику спрямовану на спробу отримати знання та з'єднати людину з її вищим «я», або внутрішньої «божественної частиною», аби вона могла отримати духовні істини та мудрість від Бога, які неможливо перейняти від іншої людини (Див. Алхімія, Кабала та Теософія). Якщо послідовник езотеричного християнства, або розенкрейцер, або Теософ практикує теургію, то він або вона вважається «чарівником(ею)», або ж «адептом», якщо лише підноситься за допомогою теургії достатньою мірою, щоб удостоїтися такої назви. У традиційному й магічному сенсі теургія протиставлена  Гоетії, навіть попри численні твердження, ніби вони накладені одна на одну . Деякі організації, такі як герметичний Орден Золотої Зорі, стверджують, що викладають вид теургії, який дозволить кожному піднестися духовно, так само, як і зрозуміти справжню природу людини та її відношення до божественного та Всесвіту, і що при цьому дотримуються давніх приписів. Проте, як відомо, в давнину, як і в Середньовіччя, і Новий час теурги перебували на самоті й шукали одного лише «божественного світла» через ритуальне та внутрішнє урівноваження.

## Теургія в Мартинізмі
Як теургічна традиція, спочатку Мартинізм розвивався як центральна практика в системі вищих ступенів, яку заснував Мартінес де Паскуаллі (Паскуаліс) близько 1740 у  Франції, а потім його розвинули в двох різних формах учні Луї Клод де Сен-Мартен і Жан-Батист Віллермоз.
Теургія, як особливий шлях «обраного священика», або «жерця», (Коена), є секретною технікою низки послідовних операцій, що складаються зі складних церемоній, таємних молитов, і методів підготовки оператора. Також пропонували вибирати спеціальний час для тих, чи інших церемониалів, або практик менш ритуалізованого характеру. Саме таким чином теургічна традиція була представлена в ордені Вибраних Коенів Мартінеса де Паскуаллі. Філософське та теологічне обґрунтування цієї практики Мартінес де Паскуаллі наводить у своїй єдиній книзі «Трактат про реінтеграцію істот у їх первинних якостях та силах, духовних та Божественних» .
Саме вчення Мартінеса де Паскуаллі можна охарактеризувати як гностичне: Бог як початкова Єдність побажав «еманувати» істот зі своєї власної сутності, але Люцифер, який прагнув виявити свою твірну силу, став жертвою власного проступку, і потрапив у полон разом з іншими головними занепалими духами до місця, яке Бог приготував для них як в'язницю. Потім Бог створив людину з її андрогінним тілом, наділивши її великими силами, щоб утримувати заколотників під постійним контролем та сприяти їх примиренню. Але Адам знехтував своїми обов'язками, і сам потрапив до тюрми, яку йому було наказано утримувати. Він став матеріальною та смертною істотою, і тепер повинен докласти зусиль для того, щоб врятувати як себе, так і все початкове творіння. Досягти цього можна через Ісуса Христа шляхом внутрішнього самовдосконалення, а також за допомогою «теургічних операцій», які Мартінес де Паскуаллі викладав «Людям Бажання», яких він вважав гідними ініціації. Через ці операції учень повинен вступити у відносини з янгольськими сутностями, які в теургічних операціях являють собою «проходи». Найчастіше вони з'являються в характерному для них вигляді або в ієрогліфічних символах духів, які закликав оператор, на доказ того, що він перебуває на правильному шляху «реінтеграції».
Після смерті Мартінеса де Паскуаллі первісний Орден Вибраних Коенів перестав існувати у XVIII-ом або початку XIX-ого століття, але його відновив у XX-ому столітті Робер Амбелен спільно з сином Жерара Анкосса Папюса  — Філіпом Анкоссом, й існує донині як система вищих ступенів різних орденів мартиністів.. Також, деякі праці Вибраних Коенів, і деякі таїнства цього ордена представлені Гностичною Церквою Амбелена та Філіпа Анкосса.
Водночас існує й інша гілка, що працює за системою ордена  Вибраних Коенів  — Орден Рози та Хреста (O.'.R.'.C.'.).

### Різниця між теургією та магією
Мартиністська традиція схильна відрізняти теургію від магії. Згідно з мартиністським вченням обідві вони більш-менш стосуються ритуальної практики. Обидві вони користуються певними словами або уявними образами для досягнення поставленої цілі.. Головна відмінність між ними полягає в місці, відведеному для дії волі. У магії ритуали, уявні образи та слова використовують для збагачення та посилення особистого «Его» і його волі. У теургії ж, ритуали, уявні образи та слова використовують для здійснення злиття особистого Его з волею Бога. Це злиття в початковій мартиністській традиції має назву «Шлях Серця». Звідси випливає висновок, що основна відмінність теургії від магії полягає в місці волі в процесі досягнення поставленої цілі. Ця відмінність ґрунтується на становищі людини як творця у створеному Богом світі.
Займаючись теургією, […], посвячений теург, якому відома ця таємниця, використовує метод досконалого злиття своєї особистої волі з Божою Волею, щоб ця вольова єдність гарантовано привела до набуття потрібного результату, бо Божа Воля збудеться в будь-якому разі. Згідно з законами стародавньої та істинної теургії, як її викладають в Мартиністському Ордені Троянди+Хреста, Досконале Господнє Бачення незмірно перевершує недосконале бачення людське, бо «шляхи Господа  — прямі». Чи співвідноситься це твердження з поняттям карми? Звичайно! І це хороша карма, адже нічого, крім блага, не може бути результатом реалізації Божої Волі. Такий справжній сенс заповіді нашого Майстра: «Отже, будьте досконалі, як досконалий Отець ваш Небесний» (Матвій, 5:48).  — 
Rectificus, S::: I::: I:::, XI/V, Старець кола No 8, Мартиністський Орден Рози+Хреста.